# Calodipoena cornigera
Calodipoena cornigera là một loài nhện trong họ Mysmenidae.
Loài này thuộc chi Calodipoena. Calodipoena cornigera được miêu tả năm 2008 bởi Lin & S. Q. Li.